# Oficina Económica y Comercial Europea
La Oficina Económica y Comercial Europea en Taiwán (EETO; chino tradicional: 歐洲經貿辦事處; chino simplificado: 欧洲经贸办事处; pinyin: Ōuzhōu Jīngmào Bànshì Chù) es la oficina de representación de la Unión Europea (UE) en Taiwán. Su organismo homólogo en la UE es la Oficina de Representación de Taipei en la UE y Bélgica. La Unión Europea no tiene lazos diplomáticos con la República de China (Taiwán) y solo mantiene relaciones informales con ella.